# Kenneth Powell (Tennisspieler)
Kenneth Powell (* 8. April 1885 in London; † 18. Februar 1915 bei Ypern, Belgien) war ein britischer Hürdenläufer und Tennisspieler.

## Leben
Powell kam 1885 im Londoner Stadtteil Hampstead zur Welt. Von 1905 bis 1908 studierte er an der Cambridge University und wurde auch Mitglied der dortigen Athletik- und Rasentennismannschaft. 1907 und 1908 gewann er den Hürdenlauf im Wettkampf mit der Oxford University. Ein Mitstreiter im Tennisteam war der Neuseeländer Anthony Wilding.
Ab 1904 nahm er an Tennisturnieren teil, ab 1905 an den Wimbledon Championships. Bei den Olympischen Spielen 1908 in London nahm er am 110-Meter-Hürdenlauf teil, schied jedoch bereits im Vorlauf aus, obwohl er eine bessere Zeit (16,2 s) als andere Athleten hatte, die in den Zwischenlauf einzogen. Im Tenniswettbewerb verlor er das Einzel in der ersten Runde gegen Otto Froitzheim, im Doppel erreichte er mit seinem Partner Walter Cecil Crawley das Viertelfinale. Im Hürdenlauf stellte er 1907 zweimal den britischen Rekord auf (15,6 s). Bei den AAA Championships war er von 1909 bis 1914 jeweils unter den besten 3 Hürdenläufern platziert. Bei den Olympischen Spielen 1912 in Stockholm belegte er im 110-Meter-Hürdenlauf den fünften Platz. Seine persönliche Bestzeit von 15,3 s erreichte er 1912. Im Tenniswettbewerb trat er 1912 nicht mehr an. In Wimbledon, wo er ab 1905 jährlich spielte, gelang  Powell 1913 mit dem Erreichen des Viertelfinals, wo er gegen Oscar Kreuzer verlor, sein bestes Resultat. Im Doppel stieß er 1910 an der Seite von Bobby Powell ins Finale vor. Dort wurden sie von Josiah Ritchie und Tony Wilding besiegt. 1908 gewann Powell das Turnier im Queen’s Club gegen Ritchie, der im zweiten Satz gezwungen war aufzugeben.
Nach Ausbruch des Ersten Weltkriegs im August 1914 wurde er eingezogen und diente in einem Artillerieregiment. Er fiel nur etwa sieben Monate später im Februar 1915 bei Ypern. Sein Grab befindet sich auf einem Friedhof bei Heuvelland.